# LC Packaging International
LC Packaging International ist ein niederländischer Hersteller von Verpackungsmitteln mit Hauptsitz in Nieuwerkerk aan den IJssel. LC Packaging beschäftigt derzeit etwa 1000 Mitarbeiter. Bei den Produkten konzentriert LC Packaging sich auf Agrarverpackungen sowie Bigbags. LC Packaging hat Niederlassungen in 15 Ländern.

## Geschichte
Im Jahr 1923 wurde das Unternehmen als Handel mit gebrauchten Jutesäcken gegründet. Im Jahr 1972 beteiligte sich Paul van Cleef an dem Unternehmen Lammers & van Cleef B.V. 1973 startete dann die Produktion eigener Säcke. Seit dem Jahr 2002 wird als Firmenname LC Packaging verwendet. 
Im Jahr 2014 wurde S.G.Baker übernommen.
LC Packaging erzielte 2011 einen Umsatz von 115 Mio. Euro, ein Anstieg von rund 20 % gegenüber dem Vorjahr. Dies wurde von 160 Mitarbeitern im Verkauf und Vertrieb in 25 Ländern und den 700 Mitarbeitern in den verschiedenen Produktionsbetrieben erreicht.
Der LC-Packaging-Produktionsstandort in Bangladesch ist seit Oktober 2012 SA8000 zertifiziert. Die Zertifizierung erfolgt durch akkreditierte Zertifizierer wie Bureau Veritas, Det Norske Veritas (DNV), DQS, Société Générale de Surveillance oder TÜV.

## Finanzdaten
| Geschäftsjahr | Umsatz (Mio. €) | Mitarbeiter   |
| ------------- | --------------- | ------------- |
| 2007          | 90              | 150           |
| 2011          | 115             | 860           |
| 2013          | 130             |               |
| 2014          |                 | 100–499 1.000 |